# Civisina
Civisina es un género de foraminífero planctónico de la familia Eoglobigerinidae, de la superfamilia Globorotalioidea, del suborden Globigerinina y del orden Globigerinida. Su especie tipo es Civisina euskalherriensis. Su rango cronoestratigráfico abarca el Daniense inferior (Paleoceno inferior).

## Descripción
Su descripción parece coincidir con la del género Parvularugoglobigerina, ya que Civisina ha sido considerado un sinónimo subjetivo posterior. Las diferencias propuestas más importantes son la forma de la concha y la de la abertura, ya que incluye especies con concha muy comprimida o aplastada lateralmente y una abertura muy alta, estrecha y alargada. Dado que existe un debate no concluido en torno a la textura/superficie de pared de la concha de Parvularugoglobigerina, Civisina podría ser considerada un taxón válido.

## Discusión
El género Civisina no ha tenido mucha difusión entre los especialistas. Algunos autores han considerado Civisina un sinónimo subjetivo posterior de Parvularugoglobigerina. Clasificaciones posteriores incluirían Civisina en la familia Globanomalinidae y en la Superfamilia Globigerinitoidea.

## Paleoecología
Civisina, como Parvularugoglobigerina, incluía foraminíferos con un modo de vida planctónico, de distribución latitudinal cosmopolita, y habitantes pelágicos de aguas superficiales (medio epipelágico).

## Clasificación
Civisina incluye a la siguiente especie:
- Civisina euskalherriensis †

Otra especie considerada en Civisina es:
- Civisina longiapertura, aceptada como Parvularugoglobigerina longiapertura